# Siracusa Calcio 1983-1984
Questa voce raccoglie le informazioni riguardanti il Siracusa Calcio nelle competizioni ufficiali della stagione 1983-1984.

## Rosa
| N. |                   | Ruolo | Calciatore         |
| -- | ----------------- | ----- | ------------------ |
|    | Italia (bandiera) | C     | Roberto Bacilieri  |
|    | Italia (bandiera) |       | Bertoni            |
|    | Italia (bandiera) | D     | Flavio Borsani     |
|    | Italia (bandiera) | C     | Amedeo Crippa      |
|    | Italia (bandiera) | C     | Massimo Esposito   |
|    | Italia (bandiera) | C     | Sergio Ferretti    |
|    | Italia (bandiera) | C     | Stefano Francioni  |
|    | Italia (bandiera) | C     | Giovanni Grande    |
|    | Italia (bandiera) | D     | Antonio Marletta   |
|    | Italia (bandiera) | D     | Alessandro Marsili |
|    | Italia (bandiera) | P     | Giuseppe Moro      |

| N. |                   | Ruolo | Calciatore         |
| -- | ----------------- | ----- | ------------------ |
|    | Italia (bandiera) | P     | Giorgio Nasuelli   |
|    | Italia (bandiera) | C     | Francesco Pesacane |
|    | Italia (bandiera) | A     | Franco Piccinetti  |
|    | Italia (bandiera) | A     | Marcello Pitino    |
|    | Italia (bandiera) | A     | Marcello Prima     |
|    | Italia (bandiera) | D     | Raffaele Santuccio |
|    | Italia (bandiera) | D     | Antonio Tavarelli  |
|    | Italia (bandiera) | P     | Corrado Vaccaro    |
|    | Italia (bandiera) | C     | Giancarlo Zanutto  |
|    | Italia (bandiera) | C     | Vito Zizzariello   |

## Risultati

### Campionato

#### Girone di andata
| 19 settembre 1983 1ª giornata | Nocerina | 1 – 2 | Siracusa |  |

| 26 settembre 1983 2ª giornata | Siracusa | 5 – 0 | Grumese |  |

| 2 ottobre 1983 3ª giornata | Sorrento | 2 – 0 | Siracusa |  |

| 9 ottobre 1983 4ª giornata | Ischia Isolaverde | 3 – 1 | Siracusa |  |

| 16 ottobre 1983 5ª giornata | Siracusa | 2 – 1 | Marsala |  |

| 23 ottobre 1983 6ª giornata | Frattese | 1 – 1 | Siracusa |  |

| 30 ottobre 1983 7ª giornata | Siracusa | 1 – 0 | Frosinone |  |

| 6 novembre 1983 8ª giornata | Ercolanese | 0 – 0 | Siracusa |  |

| 13 novembre 1983 9ª giornata | Siracusa | 0 – 0 | Reggina |  |

| 20 novembre 1983 10ª giornata | Alcamo | 0 – 3 | Siracusa |  |

| 27 novembre 1983 11ª giornata | Siracusa | 2 – 0 | Latina |  |

| 4 dicembre 1983 12ª giornata | Afragolese | 3 – 0 | Siracusa |  |

| 11 dicembre 1983 13ª giornata | Siracusa | 0 – 2 | Licata |  |

| 18 dicembre 1983 14ª giornata | Siracusa | 1 – 0 | Canicattì |  |

| 8 gennaio 1984 15ª giornata | Turris | 2 – 0 | Siracusa |  |

| 15 gennaio 1984 16ª giornata | Siracusa | 1 – 0 | Paganese |  |

| 22 gennaio 1984 17ª giornata | Lodigiani | 1 – 0 | Siracusa |  |

#### Girone di ritorno
| 29 gennaio 1984 18ª giornata | Siracusa | 0 – 0 | Nocerina |  |

| 5 febbraio 1984 19ª giornata | Grumese | 2 – 1 | Siracusa |  |

| 12 febbraio 1984 20ª giornata | Siracusa | 1 – 0 | Sorrento |  |

| 19 febbraio 1984 21ª giornata | Siracusa | 1 – 1 | Ischia Isolaverde |  |

| 26 febbraio 1984 22ª giornata | Marsala | 1 – 0 | Siracusa |  |

| 4 marzo 1984 23ª giornata | Siracusa | 0 – 0 | Frattese |  |

| 11 marzo 1984 24ª giornata | Frosinone | 1 – 1 | Siracusa |  |

| 18 marzo 1984 25ª giornata | Siracusa | 2 – 0 | Ercolanese |  |

| 1º aprile 1984 26ª giornata | Reggina | 1 – 1 | Siracusa |  |

| 8 aprile 1984 27ª giornata | Siracusa | 2 – 0 | Alcamo |  |

| 15 aprile 1984 28ª giornata | Latina | 2 – 1 | Siracusa |  |

| 29 aprile 1984 29ª giornata | Siracusa | 1 – 0 | Afragolese |  |

| 6 maggio 1984 30ª giornata | Licata | 0 – 0 | Siracusa |  |

| 13 maggio 1984 31ª giornata | Canicattì | 1 – 0 | Siracusa |  |

| 20 maggio 1984 32ª giornata | Siracusa | 3 – 1 | Turris |  |

| 27 maggio 1984 33ª giornata | Paganese | 1 – 0 | Siracusa |  |

| 3 giugno 1984 34ª giornata | Siracusa | 5 – 3 | Lodigiani |  |